# 万東廟
万東廟（マンドンミョ、朝鮮語: 만동묘）は、大韓民国の忠清北道槐山郡にある祠。
万暦帝と崇禎帝を祀る。1703年完成。
名称は、『荀子』の「其万折也必東，似志」による。すなわち、中国大陸の大河は、基本的に東に流れるが、黄河のように、河は曲がりくねりながら流れていく。しかし最終的には必ず東の海に入るので、それを朝鮮の明に対する事大の誠意に譬えている。

## 概要
1644年、明が滅亡、明の最後の皇帝である崇禎帝を自殺に追い込んだ李自成を逐って清が北京に入場したことは、朝鮮の両班にとっては驚愕すべき大事件だった。清を建国した女真は朝鮮では「野人」と呼ばれ、南の倭とともに野蛮な夷狄として侮蔑していた。朝鮮はそのような夷狄によって相次いで攻撃を受ける。すなわち、「壬辰倭乱」と「丙子胡乱」である。壬辰倭乱は明の援軍によって倭軍を撃退したものの、丙子胡乱は屈辱的な結果をもたらした。
1637年1月30日、仁祖が漢江南岸の三田洞にある清軍本営に出向き、設けられた受降壇で、ホンタイジが天子であることを三跪九叩頭の礼によって認めることを、臣下の面前で屈辱的におこない、臣従を誓わせられ、屈辱的な三田渡の盟約を余儀なくされた。朝鮮では、清が支配する中国はもはや中華文明が消滅した「腥穢讐域（生臭く汚れた仇敵の地）」であり、明が消滅したことにより、地上に存在する中華は朝鮮のみとみて、朝鮮の両班は自国を「小華」「小中華」と自称し（小中華思想）、中華文明の正統継承者は朝鮮であるという強い誇りをもつようになる。
朝鮮と清は君臣事大関係にあったため、朝鮮から朝鮮燕行使が派遣され、年号も公的には清の年号を用いなければならなかった（朝鮮の両班は、私的な書簡や墓誌などでは、崇禎帝の年号である崇禎紀元を19世紀末まで使い続けた）。そのような折、宋時烈の付託を受けていた権尚夏は、1703年、すなわち、明滅亡60年後の同じ甲申の年の前年に、華陽里（現在の槐山郡青川面）に万東祠（マンドンサ、만동사）を建てて、「再造之恩（倭乱の際に、宗主国明の救援軍のおかげで朝鮮が滅亡を免れたとし、その恩義を強調する理念）」をあらわし、明が援軍を送ったときの皇帝・万暦帝と、明の最後の皇帝である崇禎帝を祀った。そこには、朝鮮は明の正統後継者であるという意味と、中華文明を朝鮮こそが継承したという自負がみられる。
万東祠は当初私的なものであったが、後には李氏朝鮮朝廷の援助を受けるようになり、万東廟と呼ばれるようになった。
ちなみに、1704年、ソウルに朝鮮国王の命によって万暦帝を祀る大報壇（皇壇）が設けられ、1749年には洪武帝、崇禎帝も合祀された。ソウルに設けられた大報壇は、朝鮮国王自ら出向いて祭祀をおこなっていた。